# Express AM33
Express AM33 ist ein ehemaliger Fernsehsatellit der Russian Satellite Communications Company (RSCC) mit Sitz in Moskau. Der Start war ursprünglich für September 2007 geplant und erfolgte dann am 28. Januar 2008. Er war der sechste Satellit der Serie Express AM und verfügte über eine 3–5 dB bessere Empfangsfeldstärke als die bisherigen Satelliten. Am 14. April 2008 ging er in Betrieb. Inzwischen ist der Satellit außer Betrieb.
Der Satellit von Reshetnev Research and Production Association (NPO PM) wurde mit elektronischer Ausrüstung von Thales Alenia Space gebaut und war für Aufgaben wie das digitale Fernsehen, Telefonverbindungen, Videoverbindungen, Internet und Aufbau von VSAT-Netzen vorgesehen. Die mobile Kommunikation des russischen Präsidenten und der Regierung, sowie Kunden in Sibirien, im Fernen Osten und im Asiatisch-Pazifischen Raum sollten bedient werden. Dazu trug der Satellit zehn C-Band-, 16 Ku-Band- und einen L-Band-Transponder mit zwei festen (C und Ku) und zwei steuerbaren Antennen (Ku).

## Empfang
Der Satellit konnte in Ostasien und Australien empfangen werden. Die Übertragung erfolgte im C- und Ku-Band.